# Němčice u Kolína

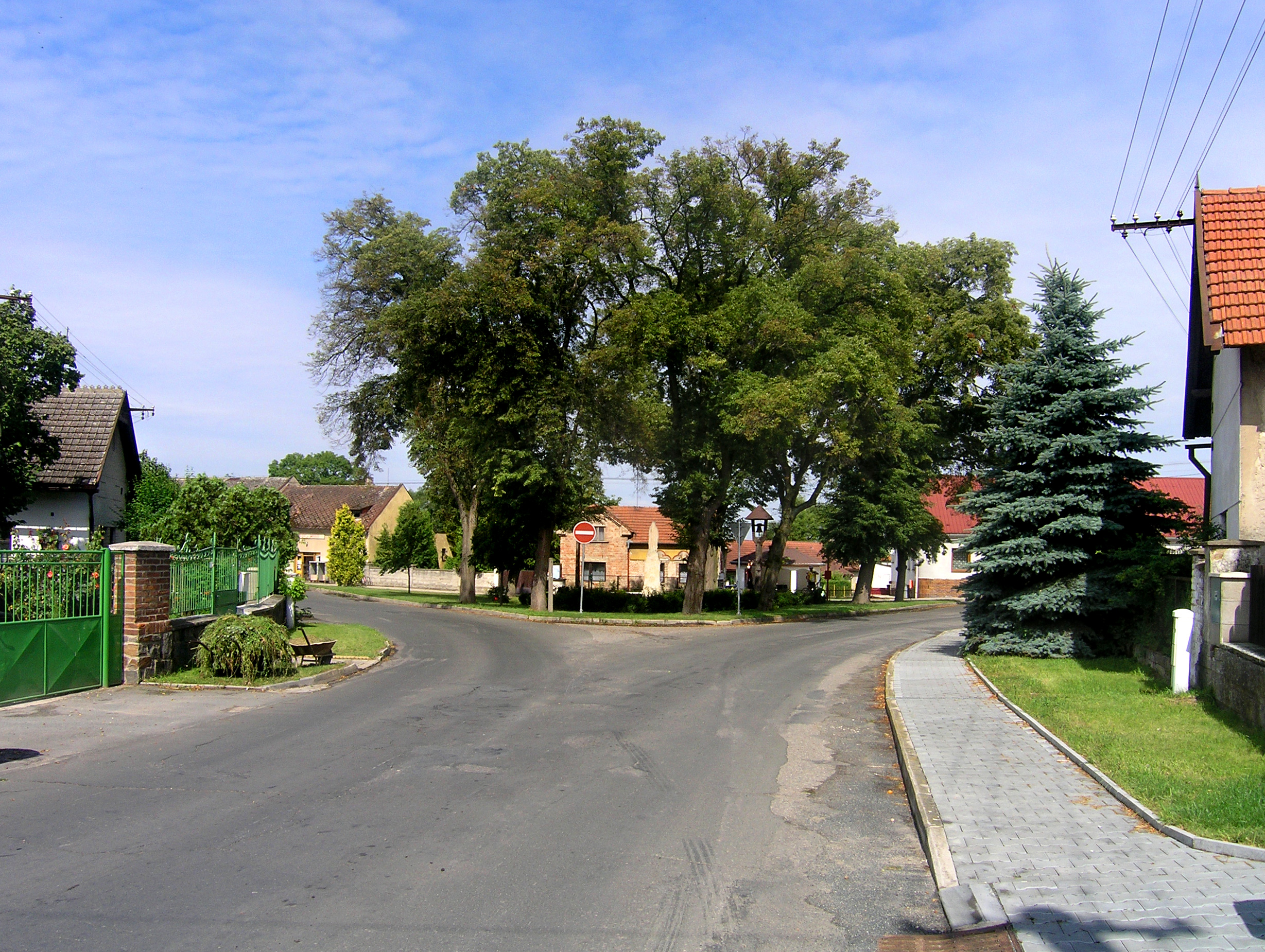
Dorfplatz

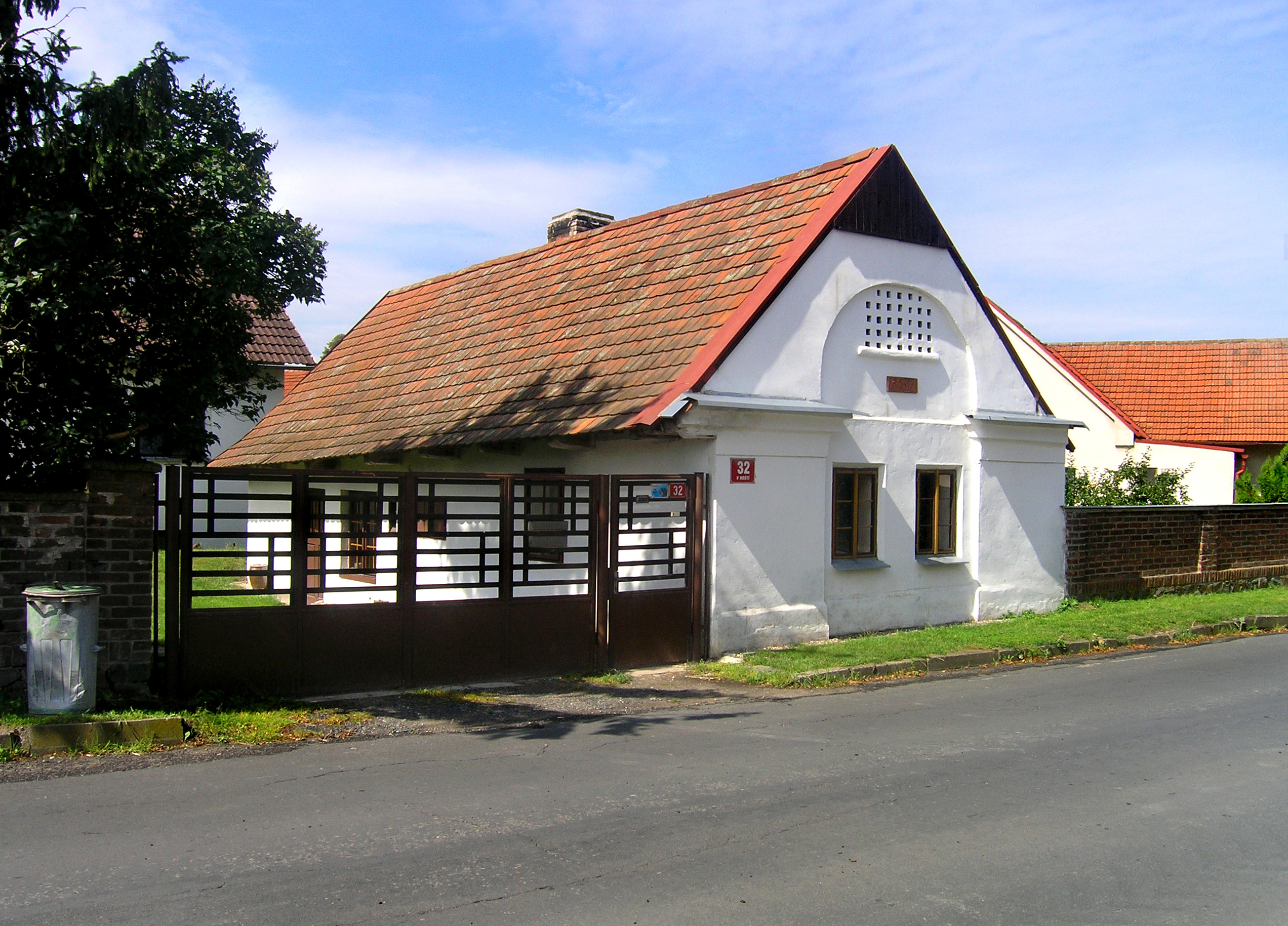
Ältestes Haus von Němčice

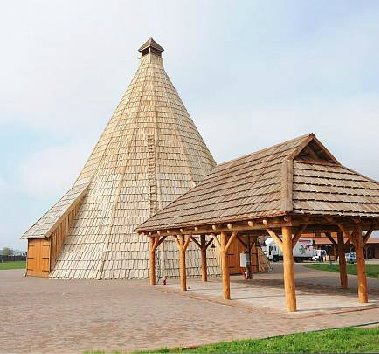
Vigwam Němčice

Němčice (deutsch Niemtschitz) ist eine Gemeinde in Tschechien. Sie liegt neun Kilometer nordöstlich des Stadtzentrums von Kolín und gehört zum Okres Kolín. 

## Geographie
Němčice befindet sich auf einem Höhenzug in der Středolabské tabule (Tafelland an der mittleren Elbe). Nördlich des Dorfes entspringt die Bačovka, südöstlich der Ohařský potok und der Hluboký potok. Im Nordosten erhebt sich der Holý vrch (266 m n.m.), südlich der Homole (279 m n.m.).
Nachbarorte sind Hájky, Na Farmě, Ohaře und Dománovice im Norden, Píska und Radovesnice II im Nordosten, Lipec und Uhlířská Lhota im Osten, Božec, Chrást, Bělušice und Týnec nad Labem im Südosten, Lžovice, Jelen und Konárovice im Süden, Býchory und Eleonorov im Südwesten sowie Jestřabí Lhota und Sány im Nordwesten. 

## Geschichte
Die erste schriftliche Erwähnung des Dorfes erfolgte 1222, als Jezbor von Němčice auf einer Urkunde des Königs Ottokar I. Přemysl als Zeuge genannt wurde. Nach 1273 gehörte das Dorf zu den Besitzungen des Klosters Strahov. Zu Beginn des 15. Jahrhunderts war Matyáš Korček von Božec Besitzer von Němčice; nach dessen Tod fiel das Gut 1415 an die böhmische Krone heim, worauf es König Wenzel IV. an Prokop und Markvart von Soběšín überschrieb. Im Jahre 1445 besaß Jan von Němčice den Hof und das Dorf Němčice. Ab 1514 gehörte das Gut dem Zikmund Korček von Božec auf Ohaře. Dessen in zweiter Ehe mit dem Kolíner Bäcker Dibl verheiratete Witwe Anna verkaufte 1575 die Güter Ohaře und Němčice an Jan Libenický von Vrchoviště auf Libenice. Dessen Sohn Vratislav Libenický veräußerte 1593 die Herrschaft Libenice mit den Gütern Ohaře und Němčice an König Rudolf II., der sie mit der Kammerherrschaft Kolín vereinigte. Kaiser Franz I. verkaufte 1829 die Kammerherrschaft Kolín an den Textilfabrikanten Jacob Veith.
Im Jahre 1843 bestand das im Kauřimer Kreis gelegene Rustikaldorf Niemtschitz bzw. Němčice aus 47 Häusern, in denen 357 Personen, darunter drei protestantische Familien lebten. Zwei Chaluppen gehörten zur Herrschaft Poděbrad. Im Ort gab es ein Wirtshaus. Gepfarrt war das Dorf nach Wohař, der Amtsort war Kaisersdorf. Bis zur Mitte des 19. Jahrhunderts blieb Niemtschitz der Herrschaft Kolín untertänig.
Nach der Aufhebung der Patrimonialherrschaften bildete Němčice ab 1849 einen Ortsteil der Gemeinde Ohaře im Gerichtsbezirk Kolin. Im Jahre 1860 löste sich Němčice von Ohaře los und bildete eine eigene Gemeinde. 1862 erwarb Franz Horsky die Grundherrschaft Kolin von den Erben des Wenzel Baron Veith. Horsky leitete umgehend eine Modernisierung der Landwirtschaft ein. Ab 1868 gehörte das Dorf zum Bezirk Kolin. 1869 hatte Němčice 423 Einwohner und bestand aus 64 Häusern. Bis zum Ende des 19. Jahrhunderts war das Dorf nur über Feldwege erreichbar; 1896 wurde die Straße über Býchory nach Kolín angelegt. Zwischen 1904 und 1907 entstand die Straße Elbeteinitz nach Ohaře. Im Jahre 1900 lebten in Němčice 482 Menschen, 1910 waren es 506. 1930 hatte Němčice 460 Einwohner und bestand aus 107 Häusern. Die Straße nach Jestřabí Lhota wurde 1938 gebaut. 1964 erfolgte die Eingemeindung nach Býchory. Seit 1991 ist Němčice wieder eigenständig. Beim Zensus von 2001 lebten in den 115 Häusern von Němčice 277 Personen. Seit 2002 führt die Gemeinde ein Wappen und Banner.

## Gemeindegliederung
Für die Gemeinde Němčice sind keine Ortsteile ausgewiesen. Das Gemeindegebiet bildet den Katastralbezirk Němčice u Kolína.

## Sehenswürdigkeiten
- Hölzerner Glockenbaum aus dem Ende des 19. Jahrhunderts auf dem Dorfplatz. Er wurde zweimal umgesetzt; bis 1919 stand er in einem Gärtchen am Platz des Buswartehäuschens, danach bis 1921 an der Stelle des Gefallenendenkmals[5]
- Gedenkstein für die Gefallenen des Ersten Weltkrieges, enthüllt am 18. September 1921. Er ist ein Werk des Kolíner Bildhauers Václav Drobník. Nachträglich angebracht wurde die Gedenktafel für einen 1945 verunglückten Rotarmisten.
- Sandsteinstatue der Jungfrau Maria, geschaffen 1890
- Holzkreuz mit lebensgroßem blechernem Bildnis des Gekreuzigten, an der Straße nach Býchory, geschaffen 1898. Eine Kopie ist im Museum der Volksarchitektur in Kouřim ausgestellt.
- Haus Nr. 32, das älteste Haus des Dorfes trägt am Giebel die Jahreszahl 1612
- Angeblich weltgrößter Wigwam auf dem Gelände des Wellnesscenters Vigwam